# نیروی زمینی هند
نیروی زمینی هند (به دیواناگری: भारतीय थलसेना، بهاراتیه تهَلَسینا) نیروی زمینی و بزرگترین بخش از نیروهای مسلح هند است.
تعداد ۱٬۱۲۹٬۹۰۰ تن پرسنل فعال و ۹۶۰ هزار نیروی ذخیره، ارتش هند را مبدل به بزرگترین ارتش داوطلب ثابت جهان نموده‌است. وظیفهٔ اصلی این نیرو دفاع از امنیت ملی هند از دست‌اندازی بیگانگان و پاسداری از صلح در درون مرزهای این کشور است. همچنین در هنگام بلایای طبیعی و آشوب‌های داخلی این این نیرو اقدام به امدادرسانی و مداخله می‌نماید. رئیس جمهورهند فرمانده کل قوای این کشور می‌باشد. ارتش هند به صورت داوطلبانه نیروگیری می‌کند، اگرچه خدمت وظیفه عمومی در قانون اساسی هند پیش‌بینی‌شده‌است، ولی جنبهٔ تحمیلی ندارد.
از زمان استقلال هند، نیروی زمینی هند در چهار جنگ با پاکستان و یک جنگ با جمهوری خلق چین شرکت داشته‌است.